# NGC 181
NGC 181 je čočková galaxie v souhvězdí Andromedy. Její zdánlivá jasnost je 14,9m a úhlová velikost 0,7′ × 0,2′. Je vzdálená 254 milionů světelných let, průměr má 50 000 světelných let. Galaxii objevil 6. října 1883 Édouard Stephan. John Dreyer v katalogu NGC objekt popsal jako „krajně slabý, krajně malý, nepravidelný, připojená velmi slabá hvězda“.

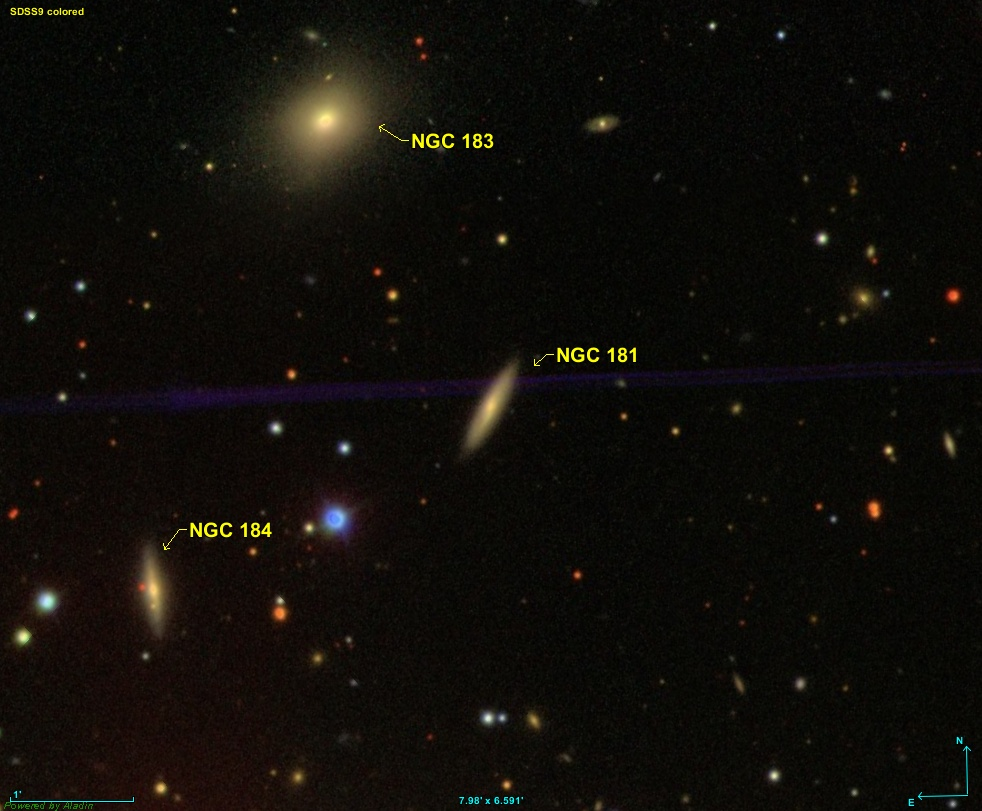
NGC 181 s okolními galaxiemi NGC 183 a NGC 184